# Harriet von Rathlef
Harriet von Rathlef-Keilmann (Riga, Imperio ruso, 3 de enero de 1887 - Berlín, 1 de mayo de 1933), fue una escultora rusa y autora de libros infantiles que huyó a Alemania desde los Países bálticos tras la Revolución Rusa de 1917. Se divorció de su marido y trabajó para sostener a sus cuatro hijos.
Se convirtió en una de los principales defensores de la reclamación de Anna Anderson de ser la Gran Duquesa Anastasia de Rusia. Se convirtió en su amiga y escribió una serie de artículos a su favor. Falleció de apendicitis a la edad de cuarenta y cuatro años.

## Biografía
Nació en Riga el 20 de diciembre de 1886 de acuerdo al calendario juliano, que después de la Revolución rusa fue cambiado al gregoriano, por lo que la fecha de nacimiento cambió a 3 de enero de 1887. Su nombre de nacimiento era Harriet Ellen Siderowna Keilmann y creció dentro de una acaudalada familia judía de Letonia, que fue hasta 1897 una provincia de la Rusia zarista.
Desde los 21 años participó en exposiciones en la Sociedad de Arte Báltico en Riga. En 1913 participó en una exposición en Leipzig. Cuando inició la Primera Guerra Mundial, su marido, Harald von Rathlef, que era teniente en el Regimiento de los Húsares de Alexander, fue enviado al frente en Finlandia. Ella y sus hijos permanecieron en Rusia. Harriet logró escapar a Berlín, con su familia el 28 de diciembre de 1918, huyendo de la revolución bolchevique.
Inicio sus estudios en la Universidad de Arte de Weimar en 1919. Se divorció en 1922, porque quería dedicarse a su carrera artística. En 1923 se trasladó a Charlottenburg a un taller en el ático de una gran casa, donde se dedicó en forma a la escultura y empezó a participar en múltiples exposiciones.
También fue conocida por ser de los principales defensores de Anna Anderson y por apoyarla en su afirmación de ser la Gran Duquesa Anastasia de Rusia. Se convirtió en su amiga e incluso escribió un libro Anastasia, ein Frauenschicksal als Spiegel der Weltkatastrophe (Anastasia, el destino de la mujer como un espejo de la catástrofe mundial), publicado en Alemania y Suiza en 1928, aunque fue serializado por el diario Berliner Nachtausgabe en 1927.
Su última exposición fue en enero de 1933 en la Galería Neumann-Nierendorf en Berlín. En la primavera de 1933 tomó parte con sus esculturas en una exposición de la Sociedad de Mujeres Artistas de Berlín. Debido a cuestiones políticas, quería emigrar de Alemania, para evitar la persecución del régimen nacionalsocialista. Falleció repentinamente de apendicitis el 1 de mayo de 1933, su taller fue clausurado y sus obras se subastaron o fueron regaladas a sus amigos.

## Obra
Entre sus obras se encuentran:
- Anastasia, ein Frauenschicksal als Spiegel der Weltkatastrophe
- Anastasia, the survivor of Ekaterinburg
- Anastasia-Tsarens yngsta dotter